# Old World ROM
Old World ROM-computers zijn Apple Macintosh-modellen die een Macintosh Toolbox ROM-chip gebruiken. De term wordt gewoonlijk gebruikt voor de eerste generaties NuBus- en PCI-gebaseerde "beige" Power Macs, maar niet voor de oudere Motorola 68000-gebaseerde Macs die nochtans ook zo'n ROM-chip gebruiken.

## Historiek
Al van bij de eerste Macintosh uit 1984 werden tal van componenten van het besturingssysteem in een ROM-chip ondergebracht om geheugen en schijfruimte te besparen. RAM-geheugen was toen immers twee keer zo duur als dezelfde hoeveelheid ROM-geheugen. Deze oplossing bood ook een zeker snelheidsvoordeel omdat gegevens in ROM veel sneller konden gelezen worden dan gegevens in RAM die eerst nog van een diskette ingelezen moesten worden door een langzame floppydiskdrive. Bovendien waren de routines in de ROM sowieso altijd beschikbaar zonder kostbare opslagruimte op diskettes in beslag te nemen en bleef de 128 kB RAM in de eerste Macintosh volledig ter beschikking van de programma's.
Naarmate er meer en meer componenten aan de Macintosh Toolbox werden toegevoegd, zoals bijvoorbeeld ondersteuning voor kleurenschermen met de komst van de Macintosh II, werd de ROM steeds groter: van 64 kB in de Macintosh 128k uit 1984 tot 4 MB in de beige Power Macintosh G3 uit 1998.
Alle voorgangers van de iMac, de iBook, de blauw en witte Power Mac G3 en de derde generatie PowerBook G3 waren Old World ROM, terwijl deze modellen en hun opvolgers tot de introductie van de op Intel gebaseerde EFI-modellen New World ROM waren. Met name de beige Power Mac G3 en alle andere beige en platinakleurige Power Macs zijn Old World ROM-machines.

## Functionaliteit
PCI Power Macs met een Old World ROM bevatten een Open Firmware-implementatie en een kopie van de Macintosh Toolbox onder de vorm van het Open Firmware-object "AAPL,ROM". Deze machines zijn standaard ingesteld om vanaf dit object op te starten, waardoor de normale Macintosh-opstartprocedure in gang gezet wordt. Dit kan worden gewijzigd, net als op New World ROM Macs, maar met beperkingen op de apparaten en formaten die ondersteund worden. Op deze machines, in het bijzonder de vroege machines zoals de Power Macintosh 9500, was de Open Firmware-implementatie net voldoende om PCI-kaarten te herkennen en de Toolbox ROM te laden. Deze Open Firmware-versies bevatten bugs die moeten omzeild worden door bootloaders of NVRAM-patches. Door tijdens het opstarten de toetsencombinatie ⌘ Cmd-⌥ Opt-O-F ingedrukt te houden komt men terecht in de Open Firmware-omgeving.

Het "Happy Mac"-pictogram

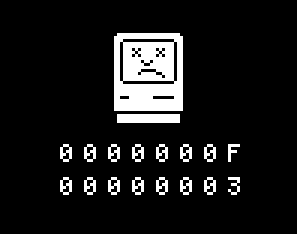
Het "Sad Mac"-pictogram met hexadecimale foutcode

Alle Power Macs emuleren een 68LC040-processor in een nanokernel. Deze emulator wordt gebruikt om de voornamelijk op 68k gebaseerde Toolbox op te starten en om applicaties te ondersteunen die geschreven zijn voor de 68k-processor. Zodra de Toolbox actief is kunnen PPC-machines rechtstreeks in Mac OS opstarten.
Na het laden van de Toolbox is de opstartprocedure op alle Old World ROM-machines hetzelfde: de Toolbox voert een geheugentest uit, somt alle Mac OS-apparaten op die het herkent en start de ingebouwde video of de ROM op een NuBus- of PCI-videokaart. De Toolbox zoekt vervolgens naar een schijf in de floppydiskdrive en scant alle SCSI-bussen op de aanwezigheid van een schijf met een geldige systeemmap, waarbij de voorkeur wordt gegeven aan de schijf die is ingesteld als de opstartschijf in de parameter RAM.
Als er een opstartschijf wordt gevonden, wordt het "Happy Mac"-pictogram getoond en wordt de besturing overgedragen aan het Mac OS. Als er geen opstartschijf wordt gevonden, wordt een pictogram getoond dat een diskette voorstelt met een knipperend vraagteken in het midden. Wanneer er een hardwareprobleem optreedt tijdens het eerste deel van het opstartproces, blokkeert de machine en toont een "Sad Mac"-pictogram met een hexadecimale foutcode. Op Macs die na 1987 op de markt kwamen wordt het "Sad Mac"-pictogram begeleid door het geluid van "Chimes of Death".
De eenvoudigste manier om een Old World ROM Mac te herkennen is de afwezigheid van een ingebouwde USB-poort. Alleen New World ROM Macs waren standaard voorzien van een USB-poort.

## Andere besturingssystemen
Aangezien de Old World ROM standaard de Toolbox laadt, moeten de meeste andere besturingssystemen worden geïnstalleerd met behulp van een bootloader vanuit Mac OS, zoals bijvoorbeeld BootX voor het starten van Linux vanuit Mac OS 8 en Mac OS 9.
Op 68k-gebaseerde Macs en NuBus Power Macs moet Mac OS geïnstalleerd zijn om een ander besturingssysteem te kunnen laden, zelfs voor het starten van A/UX wat nochtans een Apple-product was. PCI Power Macs kunnen geconfigureerd worden om op te starten in Open Firmware, waardoor de firmware rechtstreeks een bootloader kan laden.